# Tête-à-tête (livre)
 (mai 2021).
Pour les articles homonymes, voir Tête à tête.
Tête-à-tête est un livre de non-fiction écrit en 2006 par Hazel Rowley sur les vies de Jean-Paul Sartre et Simone de Beauvoir.

## Prix et nominations
En 2006, les rédacteurs du magazine Lire l'ont inclus dans une liste des vingt meilleurs livres écrits en français de l'année.